# 長高連
長 高連（ちょう たかつら、元禄15年3月7日（1702年4月3日） - 享保20年3月24日（1735年4月16日））は、加賀藩年寄。加賀八家長家第5代当主。
父は長尚連の弟長連房。母は永原主税孝定の娘。正室は前田孝行の娘。子は長善連。幼名栄之助。通称又三郎、九郎左衛門。官位は従五位下、甲斐守。

## 生涯
元禄15年（1702年）3月7日、加賀藩人持組1000石長連房の次男として生まれる。元禄16年（1703年）12月16日、父の兄加賀藩年寄長尚連の養子として家督と3万3000石の知行を相続する。宝永4年（1707年）12月、義母圓浄院（尚連室、前田綱紀養女）が死去する。享保14年（1729年）、従五位下、甲斐守に叙任。享保16年（1731年）、御大老に任じられる。享保20年（1735年）3月24日没。家督は嫡男の善連が相続した。